# Obersoultzbach
 Obersoultzbach (en alsacià Owersulzbach) és un municipi francès, situat a la regió del Gran Est, al departament del Baix Rin. L'any 1999 tenia 398 habitants.
Forma part del cantó de Bouxwiller, del districte de Saverne i de la Comunitat de comunes de Hanau-La Petite Pierre.

## Demografia
| 1962 | 1968 | 1975 | 1982 | 1990 | 1999 |
| ---- | ---- | ---- | ---- | ---- | ---- |
| 334  | 348  | 359  | 355  | 378  | 398  |

## Administració
| Període | Identitat      | Partit |
| ------- | -------------- | ------ |
| 2001-   | Richard Muller |        |